# Autobus de la Ville de Luxembourg
Autobus de la Ville de Luxembourg of kortweg AVL is een Luxemburgse vervoersmaatschappij, met haar hoofdvestiging in Luxemburg.

## Geschiedenis
Op 5 september 1964 begon AVL met het exploiteren van de eerste buslijn in de stad Luxemburg. Op die dag werd de laatste tramlijn ontbonden en hield het bedrijf TVL op met bestaan. De eerste tramlijn begon echter al met exploitatie in 1875 onder TVL.

## Lijnennetwerk
AVL exploiteert verschillende stadslijnen in de stad Luxemburg. Enkele lijnen worden echter geheel of deels door onderaannemers gereden.
| Lijn | Route | Vervoerder(s)             | Opmerkingen                                                      |
| ---- | --- | ------------------------- | ---------------------------------------------------------------- |
| 2    | Bonnevoie Lycée Bouneweg - Gare Rocade - Centrum - Limpertsberg Lycee Michel Lucius                          | Unsen                     |                                                                  |
| 3    | Howald Waassertuerm - Bounevoie, Lycée Bouneweg - Centrum - Eich - Beggen, Henri Dunant                      | Vandivinit + Emile Frisch |                                                                  |
| 4    | Cessange Boy Konen - Hollerech - Gare - centrum - Limpertsberg Lycee Technique Michel Lucius                 | AVL + Demy Schandeler     |                                                                  |
| 5    | Bonnevoie Demy Schlechter - Gare - Centrum - Dommeldange Parc de l'Europe                                    | AVL + Simon               |                                                                  |
| 6    | Bonnevoie Demy Schlechter - Gare - Centrum - Merl - Bertrange Gemeng                                         | Demy Schandeler           |                                                                  |
| 7    | Bertrange Gemeng - Merl - Belair - Centrum - Kirchberg Rehazenter                                            | Demy Schandeler           |                                                                  |
| 8    | Bertrange Europese School II - Waassertuerm - Strassen - Bel1ir - Centrum - Centraal Station                 | Demy Schandeler           |                                                                  |
| 9    | Centraal Station - Centrum - Clausen - Neudorf - Findel - Senningerberg Charlys Statioun                     | Emile Weber               |                                                                  |
| 10   | Centraal Station - Centrum - Eich - Beggen - Bereldange - Steinsel stesel la Liberte Plaz                    | Voyages Ecker             |                                                                  |
| 11   | Centraal Station - Centrum - Eich - Beggen - Bereldange - Walferdange, Station Walferdange                   | Voyages Ecker             |                                                                  |
| 12   | P + R Bouillon - Belair - Centrum - Weimershof - Kirchberg Luxexpo                                           | AVL                       |                                                                  |
| 13   | Cents Äppelwee INS - Verlorenkost - Gare - Centrum - Kirchberg - Weimerskirch Eich Cultural Center           | AVL                       |                                                                  |
| 14   | Gasperich François Hogenberg - Hollerech - Gare - Centrum - Clausen - Cents Waassertuerm                     | Altmann + Bollig          |                                                                  |
| 15   | Merl Celtes - Hollerich - Centrum - Gare - Bonnevoie - Hamm Rue de Bitbourg                                  | AVL                       |                                                                  |
| 16   | Howald Cité Um Schlass - Bonnevoie - Gare - Centrum - Kirchberg - Senningerberg Findel Luchthaven Pier 1     | Sales Lentz + Emile Weber |                                                                  |
| 17   | P + R Bouillon - CENTER Monterey                                                                             | AVL                       | Rijdt alleen in de ochtendspits en niet op zaterdag en op zondag |
| 18   | Kockelscheuer Patinoire - Gasperich - Gare - Centrum - Kirchberg J.F. Kennedy                                | Altmann + Emile Weber     |                                                                  |
| 19   | Limpertberg Neumans Park - Centrum - Clausen - Pfaffenthal - Dommeldange Henri Dunant                        | Emile Weber               |                                                                  |
| 20   | Centraal Station - Centrum - Centraal Station                                                                | AVL                       | Rijdt alleen op zaterdag                                         |
| 21   | Gold Bell Guillaume Kroll - Gaasperech - Gare - Centrum - Rollingergrund - Muhlenbach - Eich Cultural Center | Sales Lentz + Bollig      |                                                                  |
| 22   | P+R Luxembourg Sud - Gare - Centrum - Strassen Primeurs                                                      | Pletschette               |                                                                  |
| 23   | Gare Centrale - Centrum Stadgronn-Bréck                                                                      | AVL                       |                                                                  |
| 24   | P+R Bouillon - GASPERICH Guillaume Kroll                                                                     | AVL                       | Rijdt alleen op zaterdag                                         |
| 25   | Dommeldange Gare - Kirchberg - Neudorf - Cents Waassertuerm                                                  | AVL + Meyers              |                                                                  |

### Nachtlijnen (City Night Bus)
Op vrijdagavond en zaterdagnacht (vanaf circa 0:00 uur tot 4:00 uur) rijden speciale nachtbussen rond.
| Lijn | Route                                                                  | Vervoerder(s) | Opmerkingen                                       |
| ---- | ---------------------------------------------------------------------- | ------------- | ------------------------------------------------- |
| CN1  | P+R Bouillon - Gare - Centrum - Clausen - Neudorf - Cents Waassertuerm | AVL           | Rijdt als enige nachtbuslijn al vanaf circa 21:15 |
| CN2  | Centrum - Gasperich - Zessingen - Centrum                              | AVL           |                                                   |
| CN3  | Centrum - Bonnevoie - Gasperich - Centrum                              | AVL           |                                                   |
| CN4  | Centrum - Kirchberg - Weimershof - Centrum                             | AVL           |                                                   |
| CN5  | Centrum - Kirchberg - Weimerskirch - Rollingergrund - Centrum          | AVL           |                                                   |
| CN6  | Centrum - Eich - Beggen - Dommeldange - Centrum                        | AVL           |                                                   |
| CN7  | Centrum - Limpertsberg - Belair - Merl - Centrum                       | AVL           |                                                   |
| CN8  | Centrum - Gasperich - Bonnevoie - Centrum                              | AVL           |                                                   |

## Materieel
Hieronder een overzicht van het materieel wat anno 2014 heeft gereden bij AVL. Sommige nummers komen meerdere keren voor. Dit komt doordat de nummers door een nieuwe bus overgenomen werden wanneer een oude bus uit dienst ging.

### Huidig wagenpark
| Wagenparknr. | Bouwjaar | Type                             | Status                 | Bijzonderheden | Afbeelding |
| ------------ | -------- | -------------------------------- | ---------------------- | --- | ---------- |
| 31-44        | 2021     | Mercedes-Benz Citaro G C2 Hybrid | In dienst              | Hybride bussen |            |
| 46-49        | 2010     | Volvo 7700A                      | In dienst              | |            |
| 50-66        | 2011     | Mercedes-Benz Citaro G           | In dienst              | Rijden in de huisstijl van Multiplicity |            |
| 67-74        | 2013     | Mercedes-Benz Citaro G           | In dienst              | |            |
| 75-84        | 2015     | Mercedes-Benz Citaro G C2        | In dienst              | |            |
| 85-92        | 2017     | Volvo 7900 A Hybrid              | In dienst              | Hybride bussen |            |
| 101-105      | 2016     | Volvo 7900 Electric Hybrid       | In dienst              | Hybride bussen Rijden in de huisstijl van Multiplicity |            |
| 106-115      | 2020     | Volvo 7900 Electric Hybrid       | In dienst              | Hybride bussen |            |
| 116-119      | 2021     | Volvo 7900 Electric Hybrid       | In dienst              | Hybride bussen |            |
| 201-2010     | 2021     | Mercedes-Benz Citaro Ü C2 Hybrid | In dienst              | Hybride bussen |            |
| 223-242      | 2007     | Irisbus Citelis 12               | Gedeeltelijk in dienst | In twee deelseries in dienst gekomen |            |
| 243-247      | 2008     | Irisbus Citelis 12               | In dienst              | |            |
| 248-252      | 2009     | Irisbus Citelis 12               | In dienst              | |            |
| 258-262      | 2013     | Volvo 7900 Hybrid                | In dienst              | Rijden in de huisstijl van Multiplicity Bus 259 raakte op zaterdag 20 september 2014 betrokken bij een kop-staartbotsing met een andere lijnbus en raakte daardoor zwaarbeschadigd. |            |
| 263-281      | 2012     | Mercedes-Benz Citaro             | In dienst              | Rijden in de huisstijl van Multiplicity |            |
| 282-292      | 2013     | Mercedes-Benz Citaro             | In dienst              | Rijden in de huisstijl van Multiplicity |            |
| 293-297      | 2013     | Volvo 7900 Hybrid                | In dienst              | Rijden in de huisstijl van Multiplicity |            |
| 326-328      | 2011     | Mercedes-Benz Sprinter           | In dienst              | Rijden in de huisstijl van Multiplicity |            |
| 329-331      | 2014     | Mercedes-Benz Sprinter           | In dienst              | Rijden in de huisstijl van Multiplicity |            |
| 332          | 2021     | Mercedes-Benz Mobility           | In dienst              | Rijdt in de huisstijl van Multiplicity |            |
| 407-409      | 2011     | Heuliez GX 127                   | In dienst              | Rijden in de huisstijl van Multiplicity |            |
| 410-412      | 2012     | Heuliez GX 127                   | In dienst              | Rijden in de huisstijl van Multiplicity |            |
| 413          | 2013     | Heuliez GX 127                   | In dienst              | Rijdt in de huisstijl van Multiplicity |            |
| 518          | 1962     | Parc RoyalsVehicles LTD RM1180   | In dienst              | Wordt alleen gebruikt voor speciale gelegenheden |            |

### Voormalig wagenpark
| Wagenparknr. | Bouwjaar  | Type                            | Status                      | Bijzonderheden                                                                             | Afbeelding |
| ------------ | --------- | ------------------------------- | --------------------------- | ------------------------------------------------------------------------------------------ | ---------- |
| 1-5          | 1926      | Somua MA4                       | Afgevoerd                   |                                                                                            |            |
| 1-2          | 1954      | Brossel A75                     | Afgevoerd                   |                                                                                            |            |
| 3-4          | 1958      | Brossel A80                     | Afgevoerd                   |                                                                                            |            |
| 5            | 1949      | Brossel A76                     | Afgevoerd                   |                                                                                            |            |
| 5-6          | 1968      | Mercedes-Benz O302              | Afgevoerd                   | Op Jonckheere chassis                                                                      |            |
| 6            | 1950      | MAN MKN                         | Afgevoerd                   |                                                                                            |            |
| 7            | 1950      | Brossel A65                     | Afgevoerd                   |                                                                                            |            |
| 8-9, 11      | 1952      | AEC Regal IV / Jonckheere       | Afgevoerd                   |                                                                                            |            |
| 13-14        | 1953      | Brossel A92                     | Afgevoerd                   |                                                                                            |            |
| 17           | 1945      | Chausson AP3                    | Afgevoerd                   |                                                                                            |            |
| 19           | 1937      | MAN Z1                          | Afgevoerd                   |                                                                                            |            |
| 19-21        | 1957      | Büssing T 6500                  | Afgevoerd                   |                                                                                            |            |
| 20           | 1938      | Brossel A70                     | Afgevoerd                   |                                                                                            |            |
| 24-25        | 1955      | Brossel A92                     | Afgevoerd                   |                                                                                            |            |
| 28-30        | 1983      | MAN SG 240 H                    | Verkocht                    | Verkocht aan Gholibus (D)                                                                  |            |
| 31-55        | 1979-1985 | Mercedes-Benz O305G             | Verkocht/afgevoerd          |                                                                                            |            |
| 31-35        | 2008      | Irisbus Citelis 18              | Afgevoerd                   |                                                                                            |            |
| 36-45        | 2009      | Irisbus Citelis 18              | Afgevoerd                   |                                                                                            |            |
| 32-33        | 1956      | Büssing T 6500                  | Afgevoerd                   | Gebouwd op een Van Hool chassis                                                            |            |
| 34           | 1956      | Mercedes-Benz O321H             | Afgevoerd                   |                                                                                            |            |
| 35-37        | 1956      | Büssing T 6500                  | Afgevoerd                   | Gebouwd op een Jonckheere chassis                                                          |            |
| 56           | 1991      | Neoplan N4021                   | Verkocht                    |                                                                                            |            |
| 57           | 1992      | MAN SG 292                      | Verkocht                    |                                                                                            |            |
| 58-63        | 1995      | MAN NG 272                      | Verkocht                    |                                                                                            |            |
| 64-69        | 1997      | Mercedes-Benz O405 GN2          | Afgevoerd/verkocht          | 67 was tot en met 2013 nog in dienst.                                                      |            |
| 70-75        | 1998      | MAN A11                         | Afgevoerd/verkocht          |                                                                                            |            |
| 76-83        | 1998-1999 | MAN A11                         | Afgevoerd/verkocht          |                                                                                            |            |
| 84-90        | 2000      | MAN A23                         | Afgevoerd / verkocht        | 90 is Verkocht aan Omnibusbetrieb Dillschnitter (D) Reden in de huisstijl van Multiplicity |            |
| 91-96        | 2002      | MAN A23                         | Afgevoerd                   | Reden in de huisstijl van Multiplicity                                                     |            |
| 101-116      | 1960      | AEC Reliance                    | Afgevoerd                   |                                                                                            |            |
| 101-138      | 1989-1991 | Mercedes-Benz O405              | Verkocht/gesloopt           |                                                                                            |            |
| 120-194      | 1969-1977 | Mercedes-Benz O305              | Gesloopt/verkocht           |                                                                                            |            |
| 139-141      | 1992      | Mercedes-Benz O405N             | Verkocht                    |                                                                                            |            |
| 142-165      | 1993      | MAN NL 202                      | Verkocht/afgevoerd          |                                                                                            |            |
| 166          | 1995      | Mercedes-Benz O405 N2           | Verkocht/afgevoerd          |                                                                                            |            |
| 167-174      | 1995      | Mercedes-Benz O405 N2           | Verkocht/afgevoerd          |                                                                                            |            |
| 175-178      | 1998      | MAN A10                         | Verkocht                    |                                                                                            |            |
| 179-182      | 1999      | MAN A10                         | Verkocht                    |                                                                                            |            |
| 183-192      | 2001      | Scania OmniCity                 | Verkocht                    |                                                                                            |            |
| 193-195      | 2003      | Scania OmniCity                 | Verkocht/afgevoerd          |                                                                                            |            |
| 200-204      | 2003      | Scania OmniCity                 | Verkocht/afgevoerd          |                                                                                            |            |
| 95 + 97      | 2004      | MAN A23                         | Afgevoerd                   | Reden in de huisstijl van Multiplicity                                                     |            |
| 205-212      | 2004      | Scania OmniCity                 | Verkocht/afgevoerd/gesloopt | Bus 212 is gesloopt                                                                        |            |
| 209-218      | 1979      | Magirus-Deutz 260 SH110         | Verkocht/afgevoerd          |                                                                                            |            |
| 213-222      | 2006      | Irisbus Citels 12               | Afgevoerd                   |                                                                                            |            |
| 219-220      | 1979      | Mercedes-Benz O305              | Verkocht                    |                                                                                            |            |
| 221-229      | 1981      | Magirus-Deutz 260 SH110         | Verkocht/afgevoerd          |                                                                                            |            |
| 230-233      | 1983      | Mercedes-Benz O305              | Verkocht                    |                                                                                            |            |
| 253-257      | 2011      | Volvo 7700 Hybrid               | Verkocht                    | Reden in de huisstijl van Multiplicity                                                     |            |
| 299          | 1993      | MAN NL 202                      | Verkocht                    |                                                                                            |            |
| 301          | 1964      | Mercedes-Benz 319               | Afgevoerd                   |                                                                                            |            |
| 302-305      | 1970      | Mercedes-Benz 309               | Verkocht/afgevoerd          |                                                                                            |            |
| 306-307      | 1981      | Steyr SC6 F65                   | Afgevoerd                   |                                                                                            |            |
| 310-317      | 1984      | Steyr SC6 F72                   | Afgevoerd                   | 317 was een infobus                                                                        |            |
| 318-321      | 2003      | Kutsenits City                  | Verkocht                    |                                                                                            |            |
| 322-323      | 2007      | Kutsenits City IV               | Afgevoerd                   |                                                                                            |            |
| 324-325      | 2009      | Volkswagen Caravelle            | Afgevoerd                   |                                                                                            |            |
| 401-403      | 1990      | Optare StarRider                | Verkocht                    |                                                                                            |            |
| 404-406      | 2002      | Mercedes-Benz Cito              | Afgevoerd                   |                                                                                            |            |
| 411-418      | 1996      | DAB MidiCity                    | Afgevoerd                   |                                                                                            |            |
| 451-453      | 2003      | Mercedes-Benz Citaro Fuell Cell | Afgevoerd                   | Testbussen voor het C.U.T.E.-project Droegen een modernere versie van de huisstijl van AVL |            |

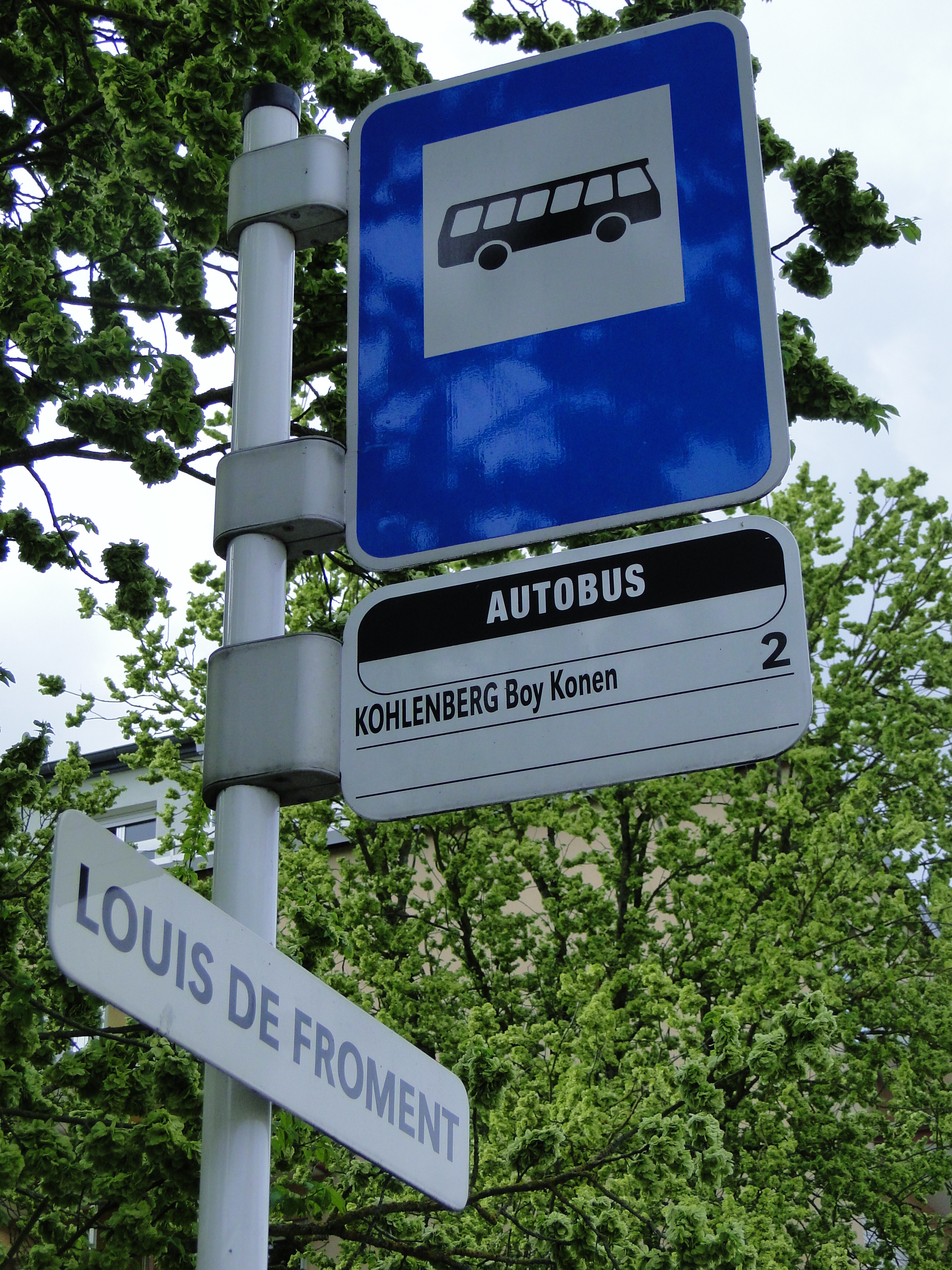
Bushaltebord voor de stad Luxemburg